# 庞春雪
庞春雪（1969年3月—），女，中华人民共和国外交官，现任中华人民共和国驻阿尔巴尼亚共和国特命全权大使。

## 生平
庞春雪曾任驻阿富汗大使馆政务参赞、驻斯里兰卡大使馆政务参赞、中国驻巴基斯坦大使馆公使衔参赞和公使。2024年1月，出任中华人民共和国驻阿尔巴尼亚大使。